# اوپتیما تلکام
اوپتیما تلکام (انگلیسی: Optima Telekom) شرکت مخابرات کروات است، که در سال ۲۰۰۴ تأسیس شد.